# Tamás Berzicza
Tamás Berzicza (ur. 15 sierpnia 1975) – węgierski zapaśnik walczący w stylu klasycznym. Trzykrotny olimpijczyk. Szósty w Atlancie 1996, czternasty w Sydney 2000 i ósmy w Atenach 2004. Walczył w kategorii 74 – 76 kg.
Wicemistrz świata w 1997, a piąty w 1999, 2001 i 2002. Srebrny medalista mistrzostw Europy w 1999. Mistrz Europy juniorów w 1993 i trzeci na MŚ w 1992 roku.
- Turniej w Atlancie 1996

Pokonał Józefa Tracza i Jaroslava Zemana z Czech, a przegrał z Erikiem Hahnem z Niemiec i Kubańczykiem Filiberto Ascuyem. W pojedynku o szóste miejsce wygrał z Stojanem Stojanowem z Bułgarii.
- Turniej w Sydney 2000

Pokonał Takamitsu Katayame z Japonii, a przegrał z Muratem Kardanowem z Rosji.
- Turniej w Atenach 2004

Wygrał z Aleksiosem Kolitsopulosem z Grecji i przegrał Aleksandre Dochturiszwilim z Uzbekistanu.